# ラテンジャズ
ラテン・ジャズ (Latin Jazz) は、ラテンリズムで演奏するジャズのことである。
一般的な4ビート・ジャズの3連スウィング・リズムではなく、あくまでも8分音符や16分音符を中心としたスクエア・ビートで演奏する。強力なシンコペーションと複合リズムで展開されるのが特徴である。楽器編成も一般のジャズとは異なり、コンガやボンゴ、ティンバレスなどのラテン・パーカッションが入る場合が多い。

## ラテン・ジャズの種類
広義の上では、主に中米の音楽を中心に発展したアフロ・キューバン・ジャズとブラジルの音楽を中心に発展したブラジリアン・ジャズに分けられる。狭義ではアフロ・キューバン系のものを指すことが多い。

### アフロ・キューバン・ジャズ
アフロ・キューバン・ジャズは、キューバを中心に発展した中米のリズムを基調とし、1940年代から1950年代頃の、よりキューバ色の強いジャズという意味合いがある。ルンバ、ソン、マンボ、サルサ、メレンゲ、カリプソ、チャチャチャ、ボレロの要素を含むものを指す。
ニューヨークに渡ってきたキューバからの移民は、西アフリカなどのリズムが体に染みついており、彼らを通じてアフロ・キューバン(afro-cuban)と呼ばれるラテン音楽のジャンルが形成されるに至った。このアフロ・キューバン音楽から、後にマンボ、ルンバ、チャチャチャ、サルサ等が派生し、またお互いに影響しあって発展していった。
1941年に、キューバ人でコンガ奏者のマチートがマンボのバンドを始めた時、義理の兄弟であり、ビ･バップのトランペット奏者で編曲家のマリオ・バウサがマンボをジャズに取り入れた。これがアフロ・キューバン・ジャズの始まりとされる。ビバップ奏者でトランペッターのディジー・ガレスピーもラテン音楽に着目し、コンガ奏者のチャノ・ポソを迎え、ラテン・ジャズを発展させた。この中で、「マンテカ」「ティン・ティン・デオ」が誕生した。ケニー・ドーハムの "Minor's Holiday", "Basheer's Dream"や、ハンク・モブレーの "Recado Bossa Nova"、サブーのジャズ作品などはアフロ・キューバン・ジャズを発展させた jazz tune developed Afro-Cuban jazz from 50s to 60s.

### ブラジリアン・ジャズ
日本ではラテンとブラジルを分けて考えることが多いが、国際的にはブラジル音楽も、ラテン音楽に含まれる。ブラジル音楽が直接の源流に当たり、音楽の形態が変わってくるためキューバ系とは分けて見られることが多い。ブラジリアン・リズムのサンバ、ボサノヴァの要素を含んでいる。またボサノヴァはサンバよりも、ブラジルの裕福な階級が成立させたジャンルである。サンバとボサは密接な関わり合いを持っている。
1962年に、アメリカのジャズ・サックス奏者スタン・ゲッツがジョアン・ジルベルトと共演したボサ・ジャズ・アルバム『ゲッツ/ジルベルト』がアメリカで大ヒットした。特にこの中でジョアンの当時の妻アストラッド・ジルベルトが英語詞で歌った「イパネマの娘」は大きな売り上げを記録し、アメリカの一部の音楽ファンにボサノヴァを浸透させた。このアルバムに参加していたピアニストのアントニオ・カルロス・ジョビンも、コマーシャルなジャズを得意とするクリード・テイラーをプロデューサーに迎え、"Wave"等のアルバムを残した。ただ、彼らの音楽は「ボサ・ジャズ」であって、ラテン・ジャズの主流とは言えない。アメリカのジャズの分野では、グルーブ感のあふれるハンク・モブレーの「リカード・ボサノヴァ」が知られている。
サンバ、ボサノヴァなどのブラジリアン・リズムを取り入れたミュージシャンの代表格としては、セルジオ・メンデス&ブラジル66が上げられる。彼らのヒット曲「マシュケナダ」は、ボサノヴァではなく「ボサ・ロック」であったが、世界のいくつかの国でヒットを記録した。

## 代表的な人物、グループ
- ウィリー・ボボ
- モンゴ・サンタマリア Mongo Santamaria
- ティト・プエンテ Tito Puente
- エディ・パルミエリ Eddie Palmieri
- ディジー・ガレスピー
- イラケレ Irakere
- ミッシェル・カミロ Michel Camilo
- 熱帯JAZZ楽団

## 代表的な曲
- 「リカード・ボサノヴァ」 - ハンク・モブレー
- 「ウォーターメロン・マン」 - モンゴ・サンタマリア
- 「イヴィル・ウェイズ」 - ウィリー・ボボ
- 「アフロデイジア」 - ケニー・ドーハム
- 「キャラバン」 - デューク・エリントン
- 「マンテカ」 - ディジー・ガレスピー